# ATC kod H05
ATC kod H05 Kalcijumska homeostaza su terapeutska podgrupa sistema za anatomsko terapeutsko hemijsku klasifikaciju. Ovaj sistem alfanumeričkih kodova je razvio  za klasifikaciju lekova i drugih medicinskih proizvoda.  Podgrupa H05 je deo anatomske grupe H Hormonski preparati isključujući polne hormone i insulin.

Kodovi za veterinarsku upotrebu (ATCvet kodovi) se mogu formirati stavljanjem slova Q ispred humanih ATC kodova: QH05... 
Nacionalna izdanja ATC klasifikacije mogu da obuhvataju dodatne kodove koji nisu prisutni na ovoj listi.

## H05AParatiroidnihormoni i analozi

### H05AAParatiroidni hormonii analozi
H05AA01 Ekstrakt paraštitne žlezde
H05AA02 Teriparatid
H05AA03 Paratiroidni hormon

## H05B Antiparatiroidni agensi

### H05BAKalcitoninskipreparati
H05BA01 Kalcitonin (losos, sintetički)
H05BA02 Kalcitonin (svinjski, prirodni)
H05BA03 Kalcitonin (ljudski, sintetički)
H05BA04 Elkatonin

### H05BX Drugi antiparatiroidni agensi
H05BX01 Cinakalcet
H05BX02 Parikalcitol
H05BX03 Dokserkalciferol